# Josep Bofill

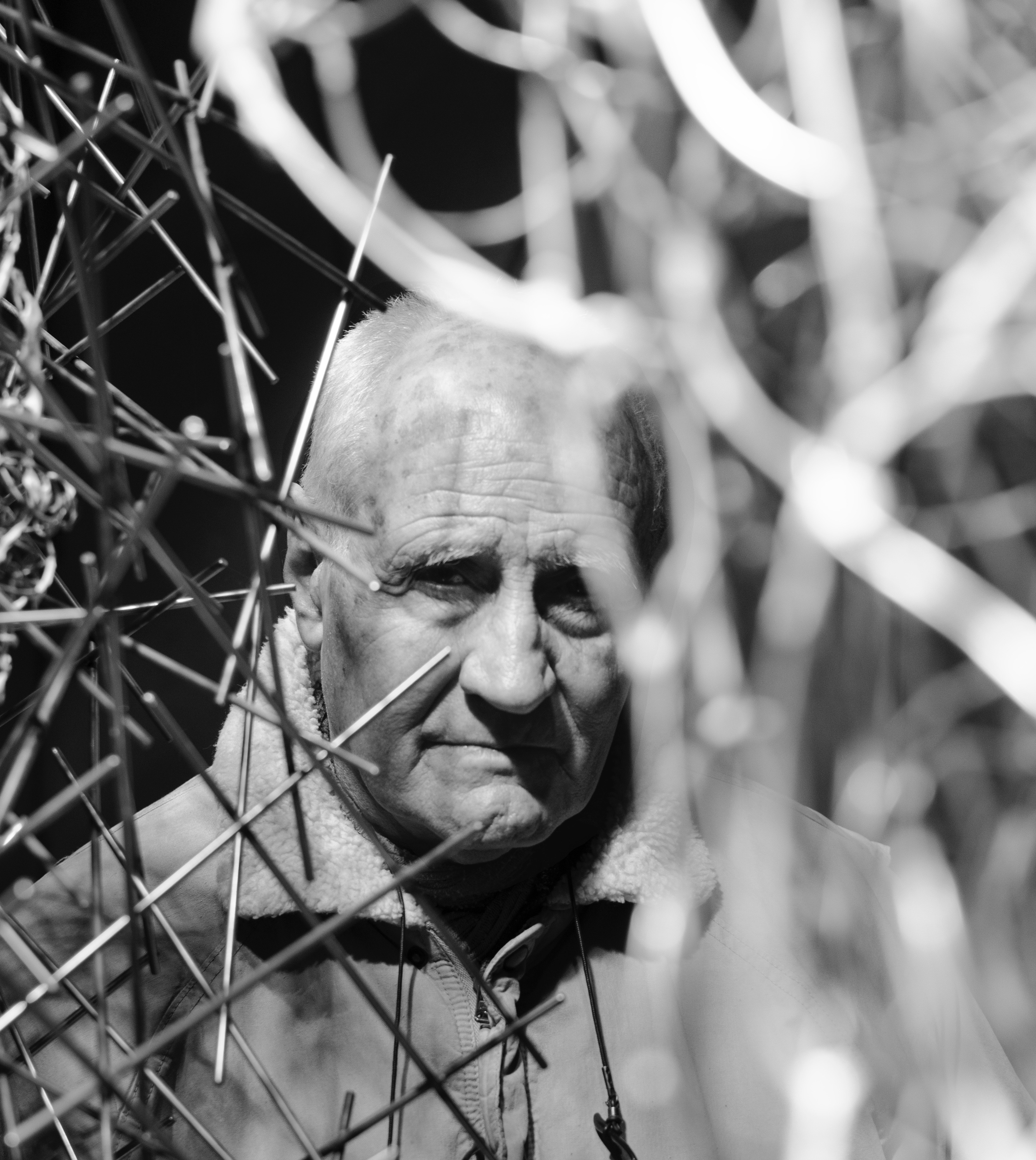
De Catalaanse beeldhouwer Josep Bofill in 2017.

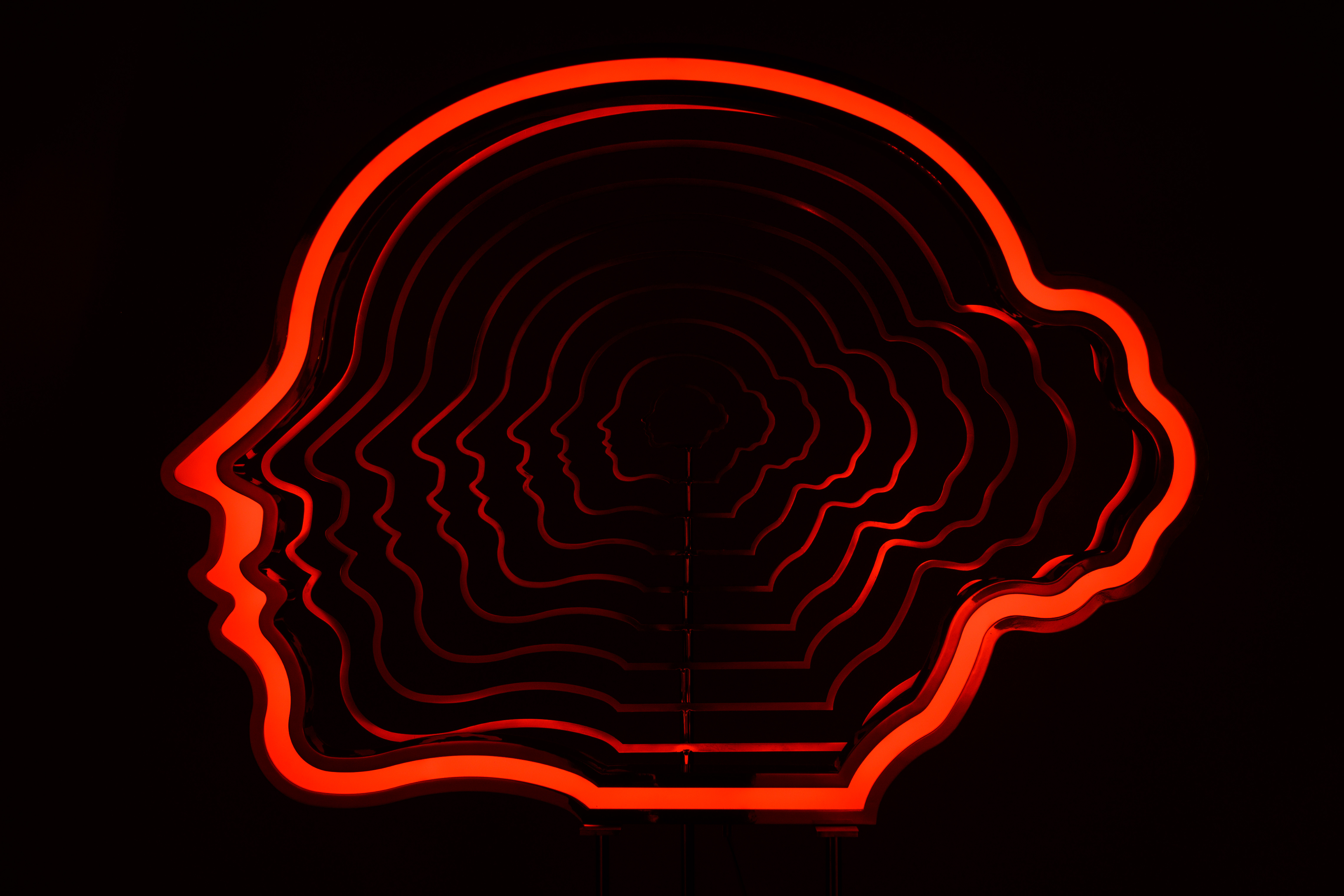
Perfil Progresivo II (2019).

Josep Bofill Moliné (Barcelona, 1942) is een Spaanse beeldhouwer. 

## Biografie
Als 15-jarige jongen uit een artistieke familie schilderde Bofill samen met zijn vader fresco's in de Sint-Andrieskapel in Andorra. Niet lang daarna opende hij zijn eigen atelier en experimenteerde hij met nieuwe technieken in de goudsmeedkunst en keramisch werk. Hij werd opgeleid aan de Inició sus estudios en la Escuela de Artes y Oficios in Barcelona. Hij woont en werkt in Barcelona.

## Stijl
Bofill combineert in zijn kunst traditionele methoden van beeldhouwen en schilderen met moderne technieken zoals fotografie. Communicatie is een belangrijk thema in zijn werk. Zijn kunstwerken kunnen worden beschouwd als uitingen van tot eenheid gebrachte tegenstellingen. Natuur, samenleving, cultuur, politiek, wetenschap, alles is denkbaar in termen van tegenstellingen. De ene polariteit is voor Bofill belangrijker dan de andere: de tegenstelling tussen isolement en eenheid, uitgedrukt in equivalenten als mannelijk en vrouwelijk, binnen en buiten, licht en donker, natuur en geest, subjectief en objectief, individueel en universeel. Bofill's werk belichaamt een ontwikkelingsproces waarin de geest en de materie, het individuele en het universele samenkomen en teraneren in de beeldende kunst. Het onderliggende thema van zijn kunst is het constant zoeken naar balans tussen uitersten of het opheffen van de dualiteit. Esthetische schoonheid is voor hem de harmonie tussen tegengestelde elementen.

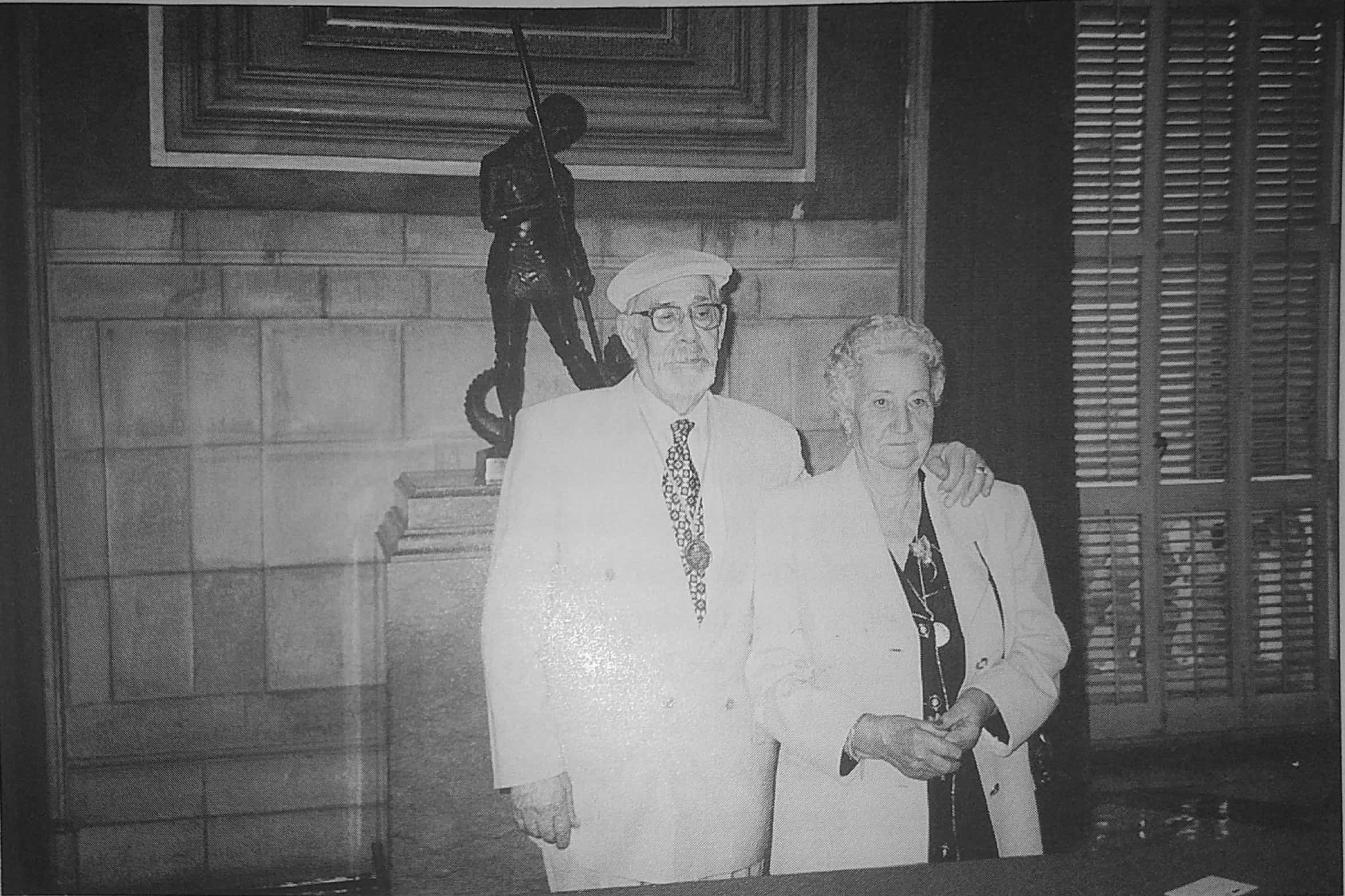
Op 2 juli 1997 ontving Bofill de President Francesc Macià-Medaille voor Werk.

## Waardering
Bofill kreeg verscheidene onderscheidingen voor zijn werk, waaronder in 1982 de Josep Llimona-prijs voor sculptuur van de Cercle Artístic de Sant Lluc en in 2001 de Prix International d´Art Contemporain de Monte Carlo in 2001. Op 2 juli 1997 ontving Bofill van de Catalaanse regering de President Francesc Macià-Medaille voor Werk.

## Werken (selectie)

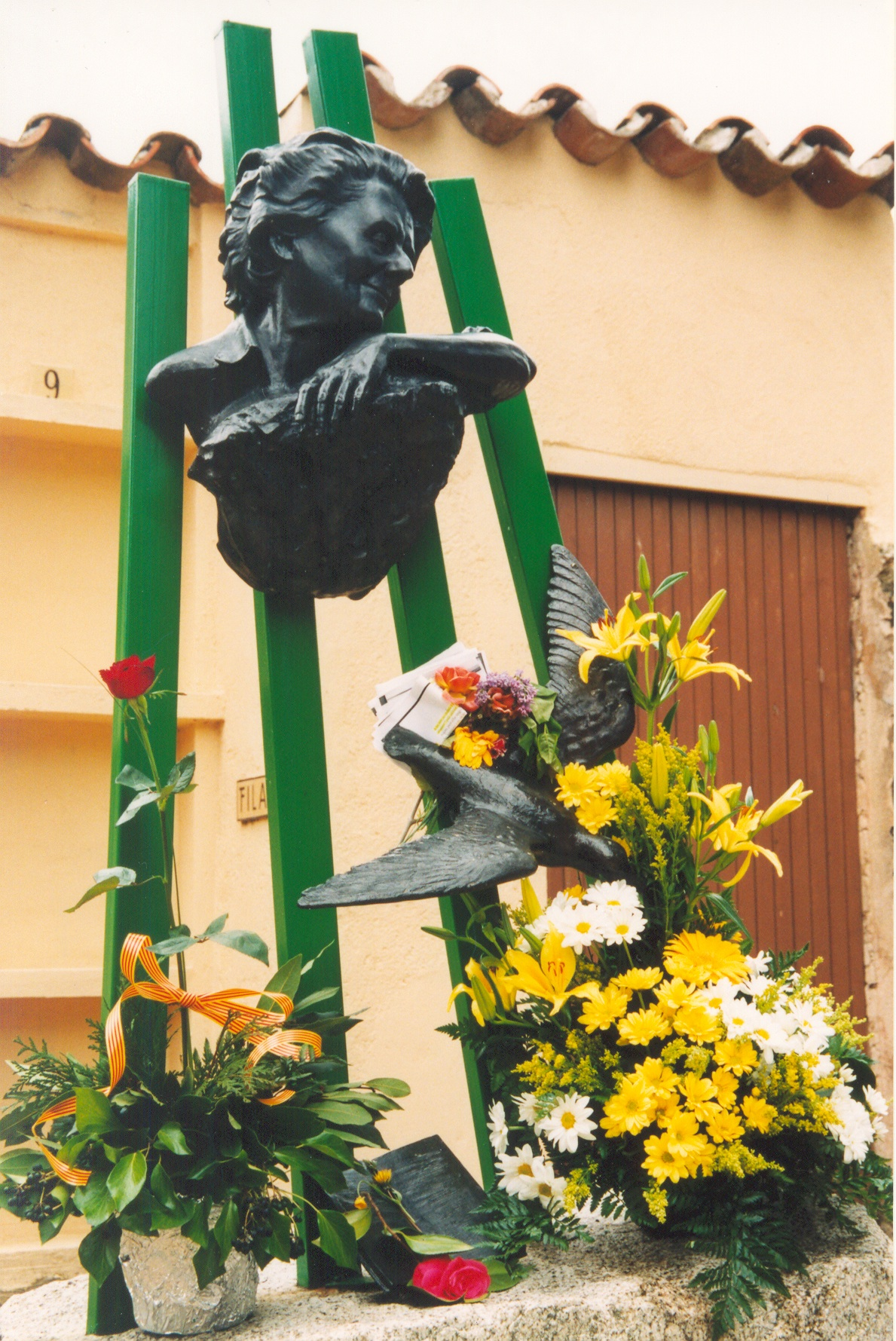
Monument voor Mercè Rodoreda (1984) in Girona.

### Sculpturen op publieke locaties
- Girona, Spanje, monument voor de auteur Mercè Rodoreda
- Zaragoza, Spanje, monument voor San Braulio
- Barcelona, Vilanova, Spanje, “L’Alba i el Capvespre”.
- Hallwill, Zwitserland, “Morgen und Abenddämmerung”.
- Lleida, Spanje, “Reflexió”.

### Sculpturen in collecties
- Catalaanse regering, Barcelona, “Allegoria a Sant Jordi”
- Musée La Cour d’Or, Metz, Frankrijk
- Woman’s Catalan Institute, Barcelona, Spanje
- Miniatuurmuseum voor Hedendaagse Kunst, Amsterdam, Nederland
- General Motors, Detroit, Verenigde Staten
- Chacao Foundation, Caracas, Venezuela
- United Airlines, Hongkong, China
- Diputación de Barcelona, Communication Awards, Barcelona

## Galerij

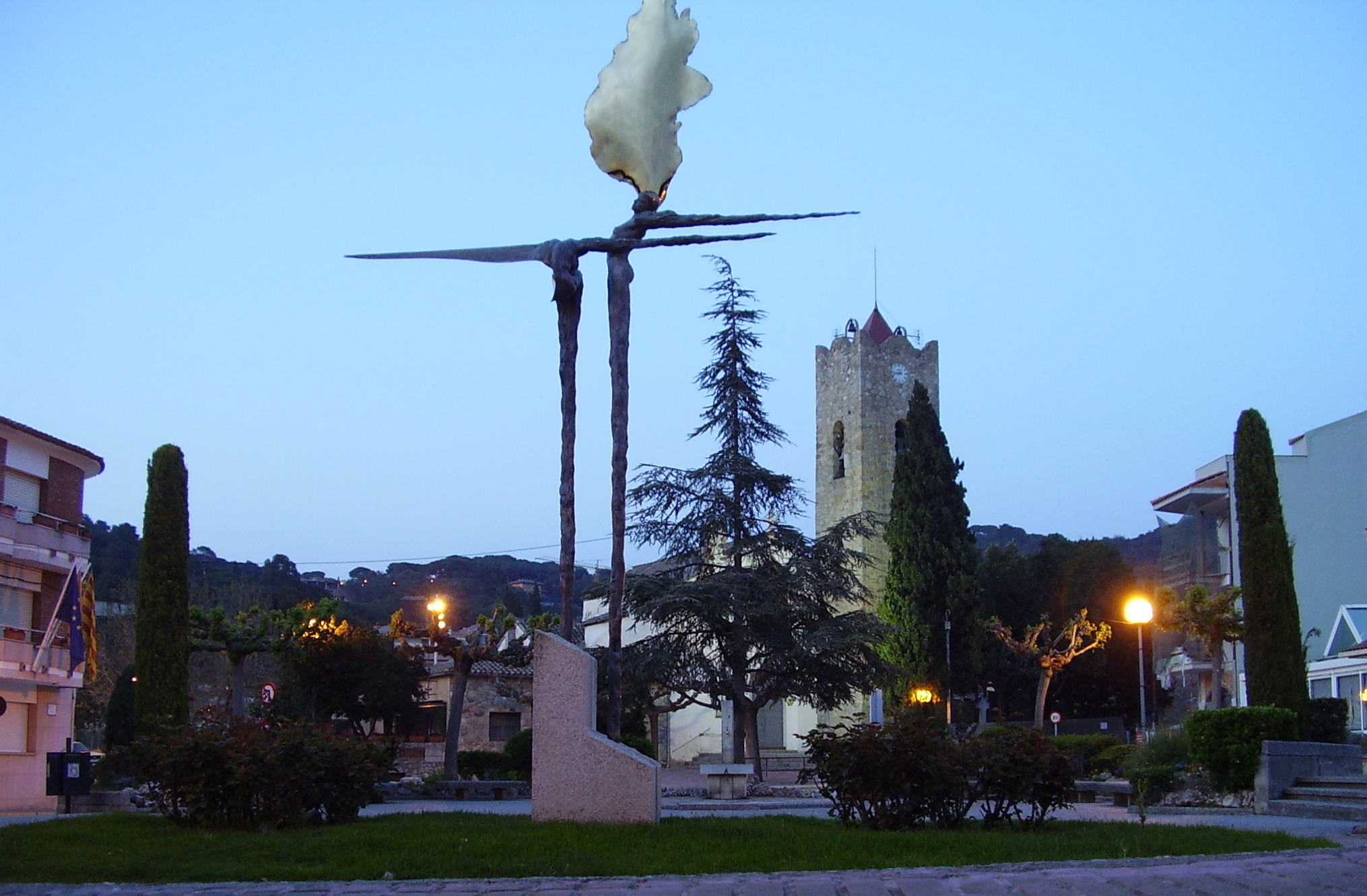
L’Alba i el capvespre (1989)
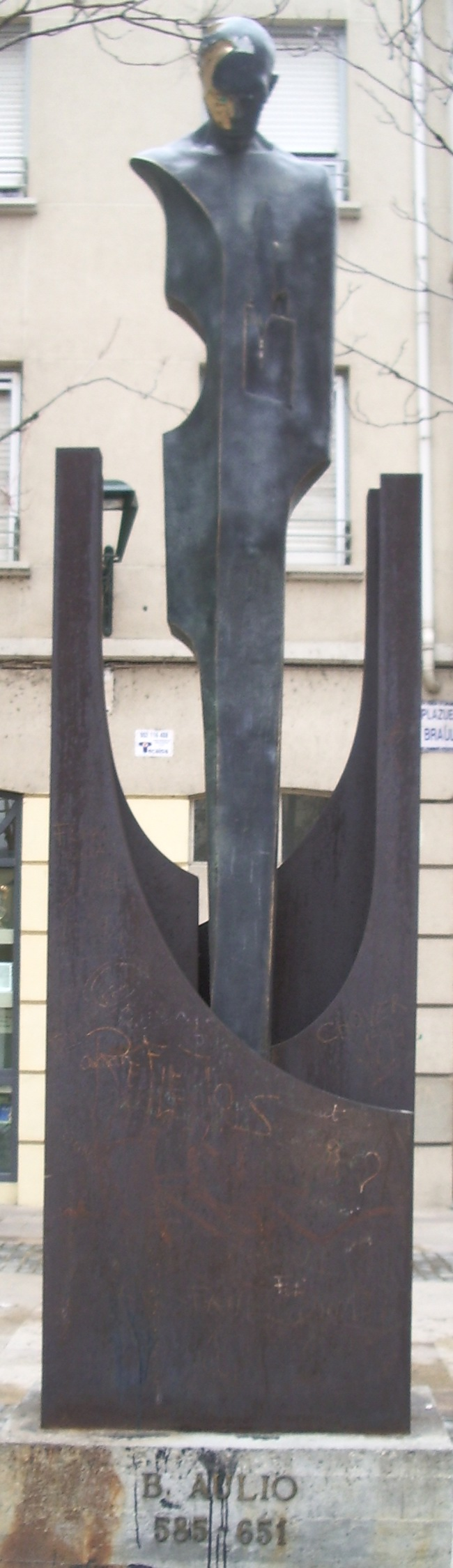
San Braulia (1989)
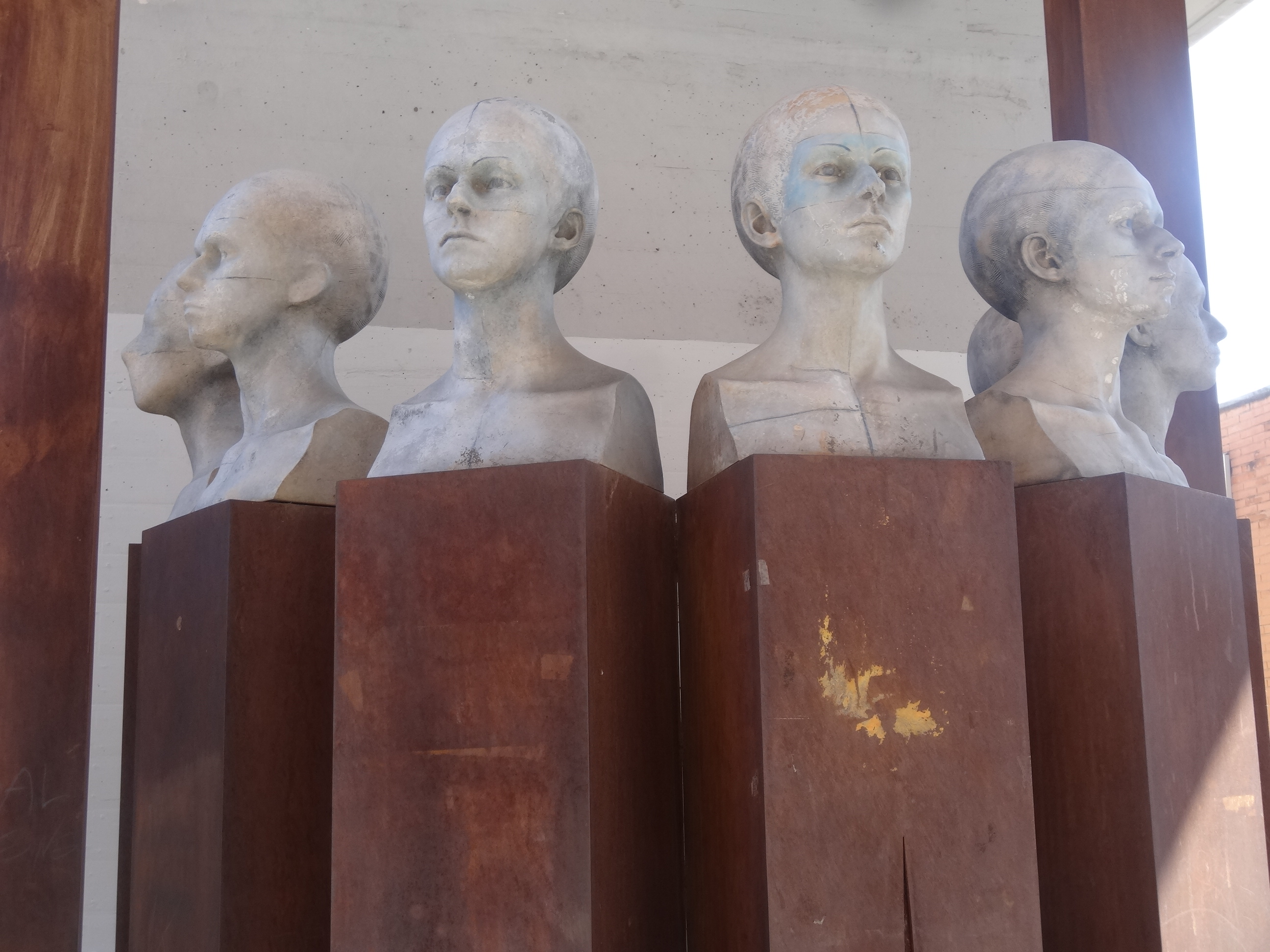
Una porta a la salut (1998)
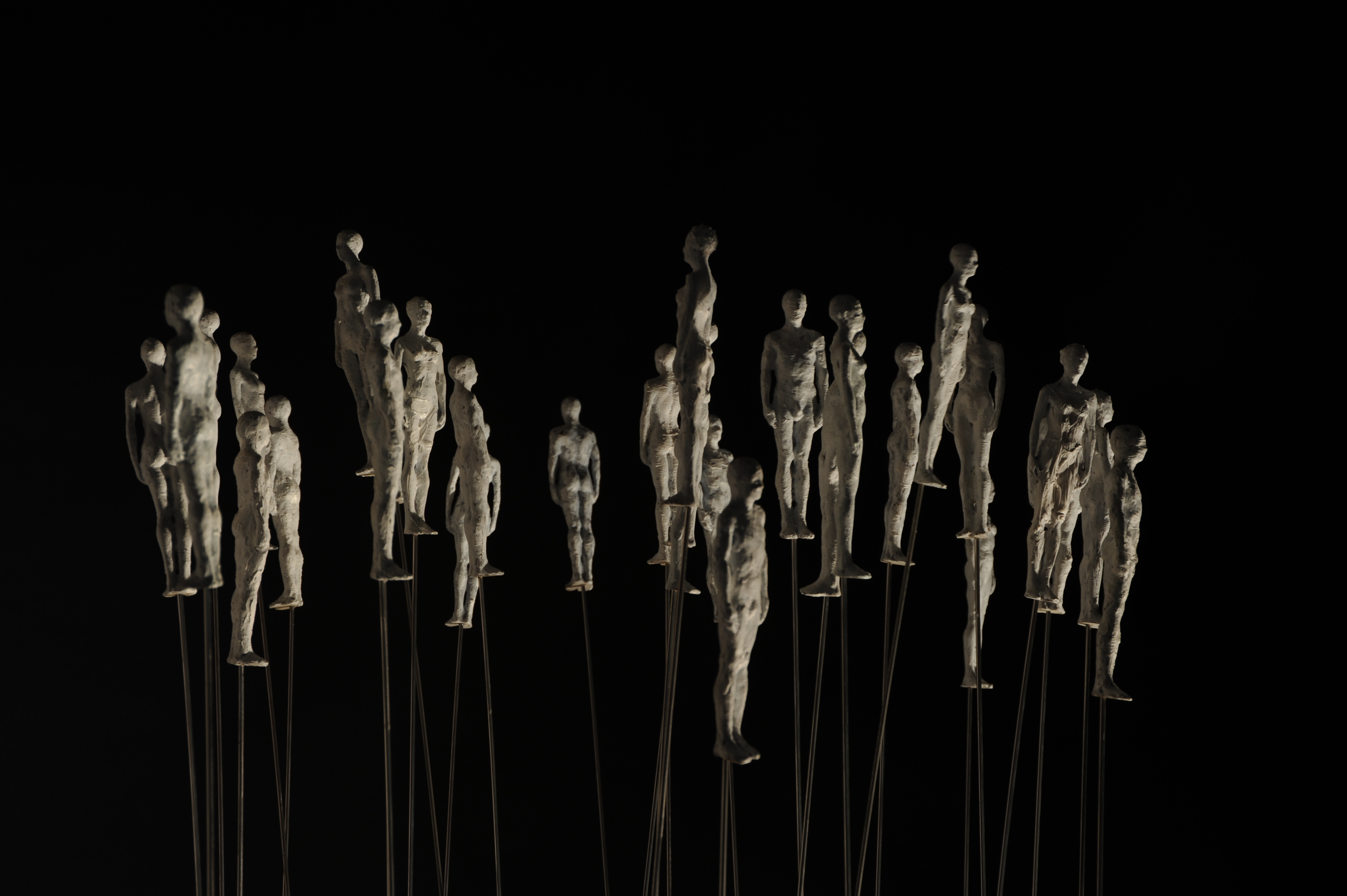
Inestabilitat (2020)